# Music from the 3D Concert Experience
Music from the 3D Concert Experience es el primer álbum en directo de la banda pop-rock estadounidense Jonas Brothers. Salió a la venta el 24 de febrero de 2009, tres días antes del estreno de su  película de concierto. Se esperaba que la banda sonora debutara en lo más alto de las listas, pero debutó en el puesto #3 del Billboard 200. Es su segunda banda sonora. En febrero de 2015, había vendido 189.000 copias en Estados Unidos. Desde 2024 el álbum se encuentra disponible en las plataformas de streaming como Spotify y Apple Music respectivamente. 

## Lista de canciones
| N.º   | Título                                 | Escritor(es)                           | Duración |  |
| 1.    | «That's Just the Way We Roll»          | Jonas Brothers, William McAuley        | 4:06     |  |
| 2.    | «Hold On»                              | Jonas Brothers                         | 2:47     |  |
| 3.    | «BB Good»                              | Jonas Brothers, John Taylor            | 4:15     |  |
| 4.    | «Goodnight and Goodbye»                | Jonas Brothers                         | 3:03     |  |
| 5.    | «This Is Me» (con Demi Lovato)         | Julie Brown, Paul Brown, Regina Hicks  | 3:23     |  |
| 6.    | «Hello Beautiful»                      | Jonas Brothers                         | 3:14     |  |
| 7.    | «Pushin' Me Away»                      | Jonas Brothers                         | 3:39     |  |
| 8.    | «Should've Said No» (con Taylor Swift) | Taylor Swift                           | 4:06     |  |
| 9.    | «I'm Gonna Getcha Good»                | Robert John "Mutt" Lange, Shania Twain | 4:01     |  |
| 10.   | «S.O.S.»                               | Nick Jonas                             | 2:32     |  |
| 11.   | «Burnin' Up»                           | Jonas Brothers                         | 5:42     |  |
| 12.   | «Tonight»                              | Jonas Brothers, Garbowsky              | 3:30     |  |
| 13.   | «Live to Party»                        | Jonas Brothers                         | 3:08     |  |
| 14.   | «Love Is On Its Way»                   | Jonas Brothers, Kevin Jonas Sr.        | 3:44     |  |
| 51:17 |                                        |                                        |          |  |

Notas: La canción I'm Gonna Getcha Good no aparece en la película.

## Recepción crítica
La crítica del sitio Allmusic fue positiva, obteniendo una calificación de 3 de 5 estrellas, pero resaltando que el espectáculo no era tan bueno como el espectáculo de Miley Cyrus, Best of Both Worlds Concert. Siempre que un fenómeno adolescente alcanza su punto álgido llega el producto estrella, y así ocurre con los Jonas Brothers en 2009. Sólo tres años y tres álbumes después de su debut en 2006, It's About Time, el trío tiene su primer lanzamiento cinematográfico de primera línea, The Jonas Brothers in 3D, un espectáculo en pantalla grande en la línea del concierto Best of Both Worlds de Miley Cyrus en 2008, que contó con una pequeña actuación de los hermanos. Como álbum, Music from the 3D Concert Experience no es un producto tan puro como Best of Both Worlds Concert, en gran parte porque los hermanos a veces actúan como la banda que son, saliéndose ocasionalmente del guion, haciendo algunas versiones y apoyando a otros cantantes. Siempre que cantan sus mayores éxitos o los temas básicos de Radio Disney, la música es casi indistinguible de los álbumes de estudio - bueno, aparte de las voces más ásperas y planas - pero esta banda sonora es mejor cuando las cosas se abren un poco: cuando los hermanos hacen un breakdown de "BB Good" a partir de "52nd Street" de Billy Joel, hacen que Taylor Swift suba al escenario para cantar a dúo su éxito "Should've Said No", cantan con Demi Lovato en el tema de Camp Rock "This Is Me", o incluso cuando se pasan por el forro el tema de Shania Twain "I'm Gonna Get You Good", que quizás es un poco plano pero sigue siendo divertido. Estos son los momentos que muestran a los Jonas Brothers en su mejor momento, mientras que el resto -incluyendo el nuevo corte de estudio "Love Is on Its Way"- muestra al grupo como profesionales, recreando grabaciones sobre la marcha. Es suficiente para complacer a los fanes, aunque no lo suficiente para convertirse en algo más que un recuerdo para ellos.

## Posicionamiento en Listas

### Weekly charts
| Chart (2009)                       | Peak position |
| ---------------------------------- | ------------- |
| Australia (ARIA)                   | 92            |
| Bélgica (Ultratop flamenca)        | 97            |
| Países Bajos (Album Top 100)       | 93            |
| Italia (FIMI)                      | 38            |
| España (PROMUSICAE)                | 32            |
| Estados Unidos (Billboard 200)     | 3             |
| Estados Unidos (Soundtrack Albums) | 1             |

### Year-end charts
| Chart (2009)                                 | Position |
| -------------------------------------------- | -------- |
| Estados Unidos Soundtrack Albums (Billboard) | 15       |

## Certificaciones
| País | Certificación | Ventas  |
| --- | ------------- | ------- |
| Brasil | Oro           | 30 000* |
| Reino Unido | Oro           | 25 000* |
| *las cifras de ventas sobre la base de la certificación por sí sola ^cifras de envíos sobre la base de la certificación por sí sola xcifras no especificadas sobre base de la certificación por sí sola |               |         |